# Buggy (Fuhrwerk)

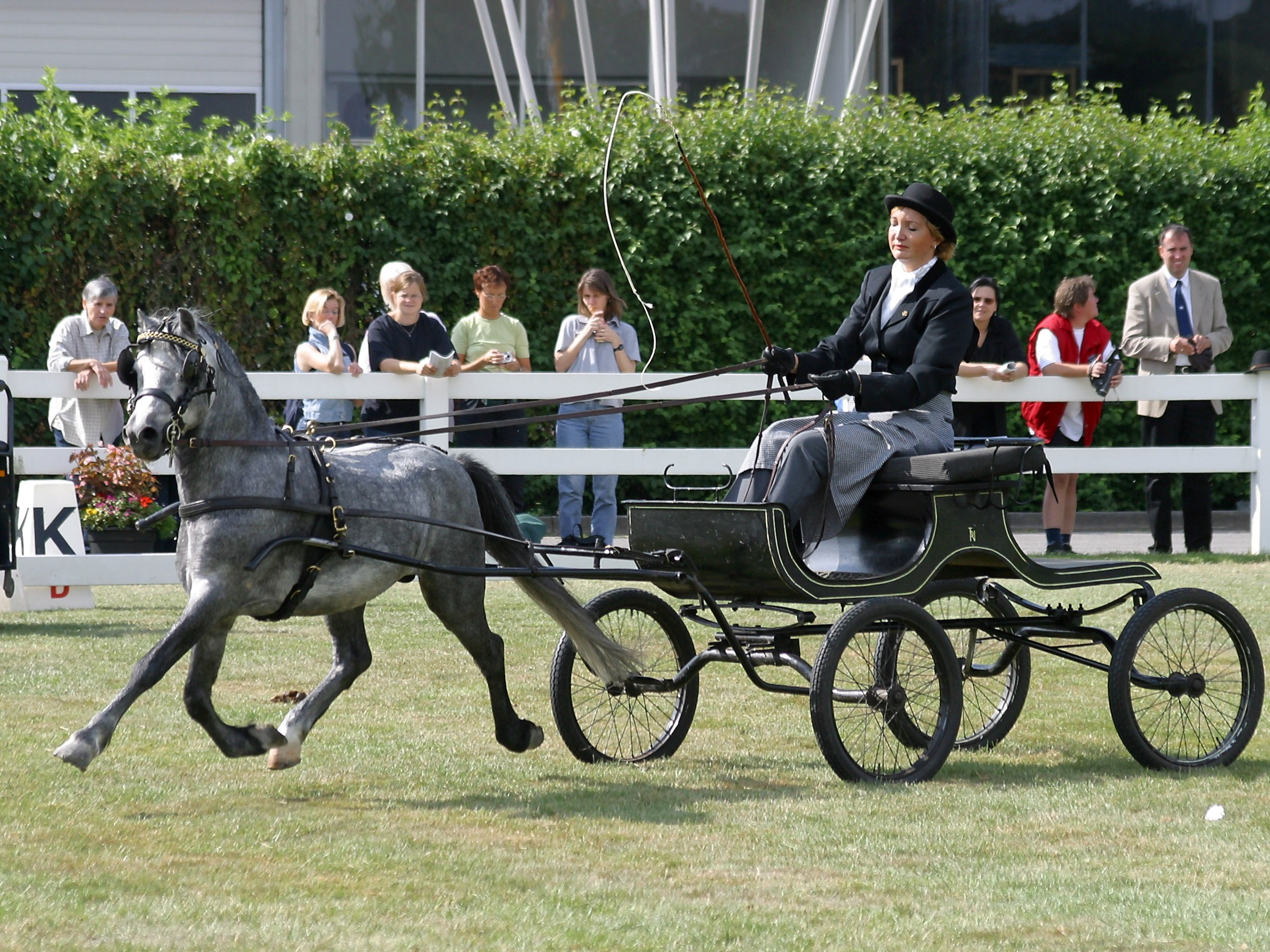
Buggy mit Querfederung und Langbaum in einer Dressurprüfung

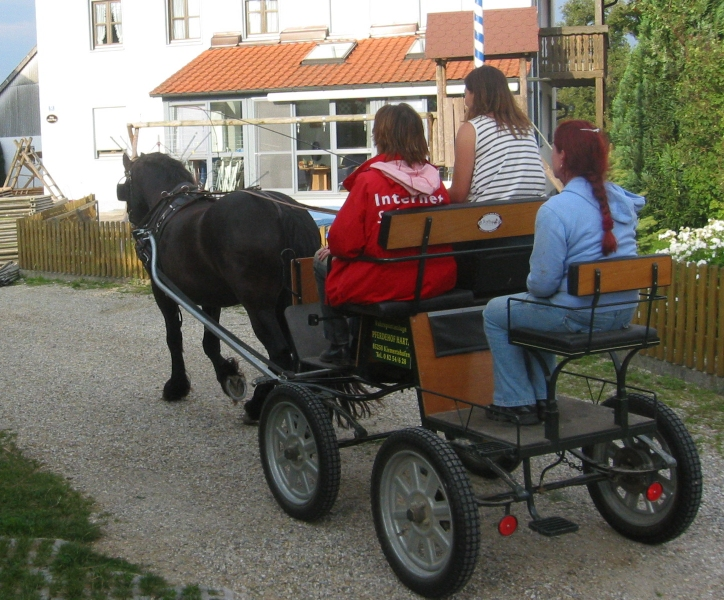
Buggy mit Längsfederung ohne Langbaum

Als Buggy bezeichnet man einen leichten, gefederten einspännigen Pferdewagen, heute meistens mit zwei Achsen, einer Sitzbank und einer dahinter angeordneten, meistens tiefliegenden Ladefläche. Im Gegensatz zur Kutsche hat er kein Verdeck.
Ursprünglich war ein Buggy ein zweirädriger Wagen mit einem Sitz. Später wurde die Bezeichnung Buggy hauptsächlich für einen Wagen mit vier gleich großen Rädern, Querfederung und Langbaum verwendet; solche Wagen sind bei den Amischen in den USA als amerikanischer Traberwagen nach wie vor gebräuchlich.
In Europa bezeichnet man mit Buggy meistens Wagen im Stil eines Phaeton mit Langbaum, vorne mit Quer-, hinten mit Längsfederung.
Es gibt aber auch Bauformen ohne Langbaum, die vorne und hinten quergefedert sind.